# 준언어
준언어(準言語) 또는 반언어적 표현(半言語的表現, paralanguage expression)은 발화를 할 때의 특징적인 성조, 억양, 강세, 리듬, 음장 등을 뜻한다.

## 같이 보기
- 운율 (언어학)

## 참고 문헌
- 이기종, “반언어적 표현과 비언어적 표현에 대한 교육방법 연구”, 국민대학교 석사학위논문, 2006.